# Tegostoma embale
Tegostoma embale là một loài bướm đêm trong họ Crambidae.